# Kyselica
Kyselica (maďarsky Keszölcés, německy Kesseltisch) je obec v okrese Dunajská Streda na Slovensku. Nachází se v Podunajské nížině, v Chráněné krajinné oblasti Dunajské luhy. Území obce leží na obou březích kanálu dunajské vodní elektrárny Gabčíkovo (intravílán obce je na levém břehu) a na levém břehu Dunaje, který zde tvoří státní hranici s Maďarskem. Mezi Kyselicou a Vojkou nad Dunajom jezdí přívoz (slovensky kompa).

## Historie
Kyselica byla poprvé písemně zmíněna v roce 1296 jako Keszulche; jiné prameny uvádějí již rok 1205. Patřila k ostřihomské arcidiecézi. V roce 1828 zde bylo 39 domů a 281 obyvatel. Do roku 1918 bylo území obce součástí Uherska. Na základě první vídeňské arbitráže bylo v letech 1938 až 1945 součástí Maďarska. V roce 1940 byla Kyselica (tehdy Keszölcés) začleněna do obce Vojka nad Dunajom (tehdy Vajka). V roce 1989 byla začleněna do obce Rohovce. Od 1. července 1993 je Kyselica samostatnou obcí. Při sčítání lidu v roce 2011 žilo v Kyselici 151 obyvatel, z toho 114 Maďarů, 24 Slováků a jeden Němec a Moravan. 11 obyvatel nepodalo žádné informace.